# Madoc (Ontario)
Madoc est un canton dans le comté de Hastings dans l'Est de l'Ontario au Canada.

## Toponymie
Le canton de Madoc est nommé en l'honneur de Madoc ab Owain Gwynedd, un prince gallois qui aurait découvert l'Amérique du Nord en 1170.

## Géographie

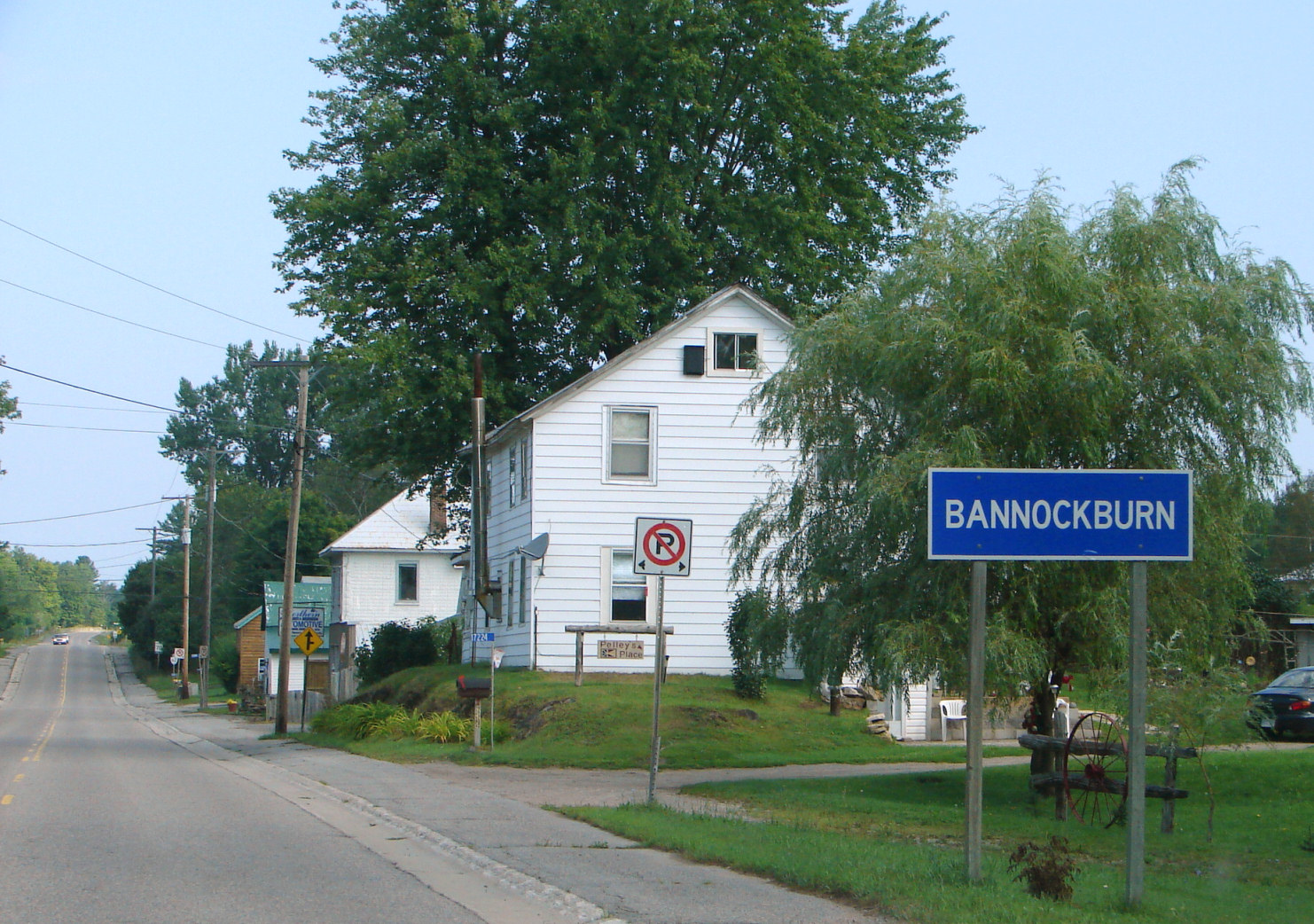
Bannockburn en 2010

Le canton de Madoc est en fait composé de différents villages et hameaux incluant les communautés d'Allen, de Bannockburn, de Cooper, d'Eldorado, de Fox Corners, de Hazzards Corner, de Keller Bridge et de Rimington.

## Histoire

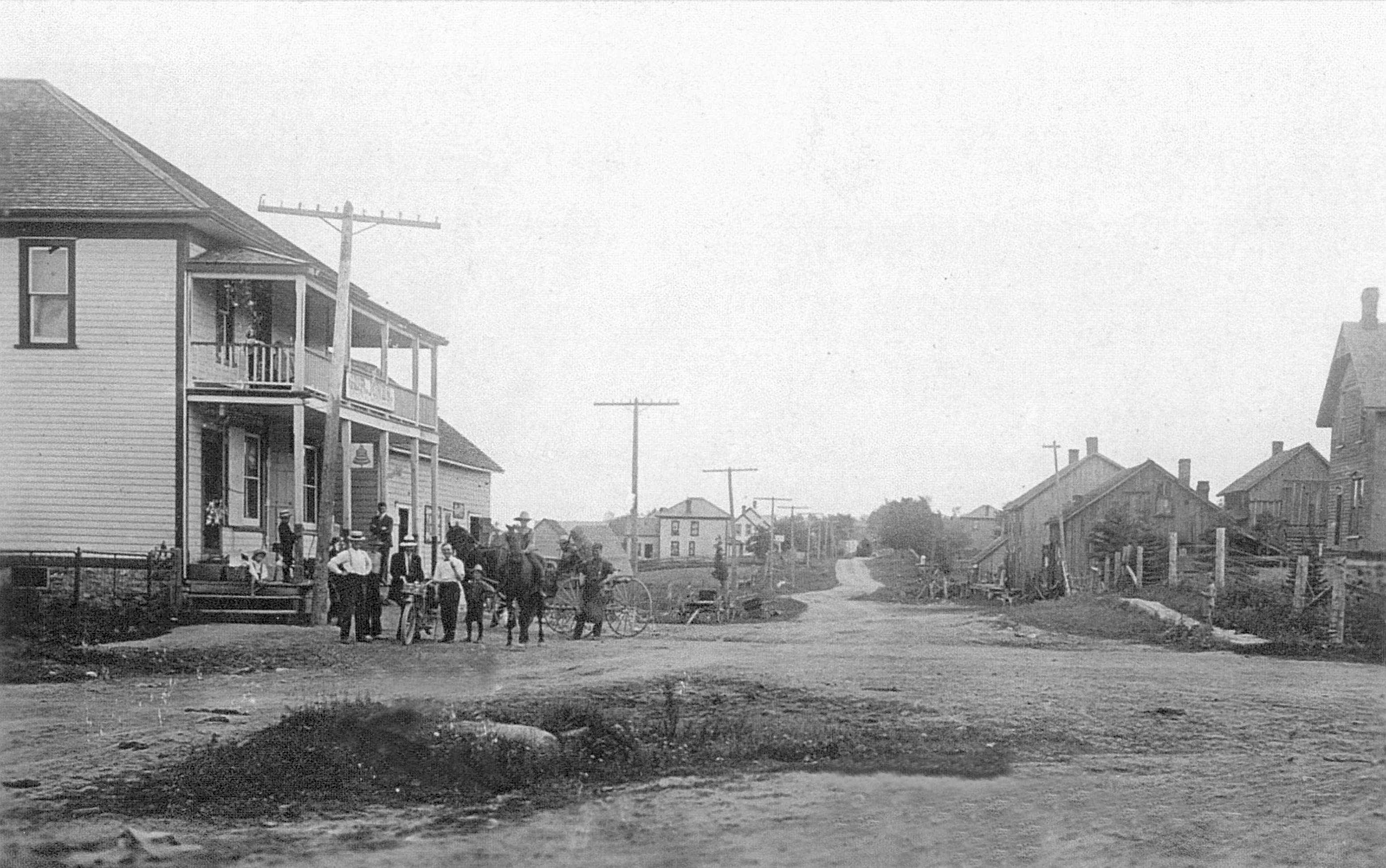
Eldora vers 1900

Le bureau de poste de Madoc a ouvert en 1836. L'endroit s'est développé comme centre industriel à la suite de la découverte de quartz comprenant de l'or en 1866.

## Démographie
Selon le recensement du Canada de 2016, Madoc a une population de 2 078 habitants, ce qui correspond à une décroissance démographique de 5,4% par rapport à 2011.
| Année | Population |
| ----- | ---------- |
| 1986  | 1 645      |
| 1991  | 1 869      |
| 1996  | 2 031      |
| 2001  | 2 044      |
| 2006  | 2 069      |
| 2011  | 2 197      |
| 2016  | 2 078      |

## Personnalité notable
- Charles Wilson Cross, homme politique canadien né à Madoc en 1872, premier procureur-général de l'Alberta de 1912 à 1918

## Annexe